# 白腿小隼
白腿小隼（学名：Microhierax melanoleucos）为隼科小隼属的鸟类。

## 特征
雌鸟体长约20厘米；上体包括两翼和尾部都为辉黑色，但飞羽和羽尾的内羽瓣密布白斑，外羽瓣只具有稀疏小白斑；下体全部近似纯白色。

## 分布
在中国大陆，分布于江苏、安徽、江西、福建、广东、广西、贵州、云南等地，多见于平原或有树的低山以及筑巢于树洞。该物种的模式产地在印度阿萨姆邦。

## 保护
- 中国国家重点保护动物等级：二级